# ماکاباس
ماکاباس (به پرتغالی: Macaúbas) یک منطقهٔ مسکونی در برزیل است که در باهیا واقع شده‌است. ماکاباس ۵۰٬۱۶۱ نفر جمعیت دارد.